# Kim Yuna
Kim Yuna, hay chính xác hơn là Kim Yeon-ah (Hangul: 김연아, hanja: 金姸兒, Hán-Việt: Kim Nghiên Nhi, sinh ngày 5 tháng 9 năm 1990 tại Bucheon, Gyeonggi-do) là cựu vận động viên trượt băng nghệ thuật người Hàn Quốc.
Cô là nhà vô địch đơn nữ tại Olympic Mùa đông năm 2010, hai lần Vô địch Thế giới (2009, 2013), Vô địch Bốn Châu lục (2009), ba lần Vô địch Grand Prix Final (2006, 2007, 2009), vô địch thế giới cấp thiếu niên (2006), Vô địch Grand Prix Final cấp thiếu niên (2005), và sáu lần Vô địch Quốc gia Hàn Quốc 
(2002 – 2005, 2013 – 2014).
Kim là vận động viên trượt băng nghệ thuật đầu tiên của Hàn Quốc giành được huy chương tại Grand Prix cấp thiếu niên hoặc trưởng thành, giải Vô địch ISU, và Thế vận hội. Cô là một trong những vận động viên và nhân vật truyền thông được đánh giá cao và có sức ảnh hưởng lớn nhất tại Hàn Quốc.
Tới thời điểm tháng 3 năm 2010, Kim được Liên đoàn Trượt băng Quốc tế (ISU) xếp hạng 1 thế giới. Cô cũng giữ kỷ lục nữ ở bài thi ngắn, bài thi tự do và điểm tổng theo Hệ thống Xếp hạng ISU và đồng thời là vận động viên trượt băng nghệ thuật nữ đầu tiên vượt qua 200 điểm.
Năm 2009 và 2010 cô được tạp chí Forbes bình chọn là Người nổi tiếng ảnh hưởng nhất Hàn Quốc. Năm 2011 và 2012 cô lọt top 5 và năm 2013 cô lọt top 10. Kim Yuna được xem là vận động viên trượt băng xuất sắc nhất Hàn Quốc mọi thời đại và một trong những nữ vận động viên trượt băng hàng đầu trong lịch sử thế giới.

## Tiểu sử
Kim sinh ra tại Bucheon, Gyeonggi-do, và chuyển tới Gunpo năm lên sáu tuổi. Tháng 3 năm 2007, cô sang Toronto, Ontario, Canada để tập luyện với Brian Orser. Năm 2009, Kim được ghi danh vào Đại học Hàn Quốc như một sinh viên đặc cách, dù vẫn đang tiếp tục tập luyện tại Canada.
Cách đánh vần chuẩn tên cô là Kim Yeon-ah. Khi xin cấp hộ chiếu, cô định viết tên mình theo romaja là Yun-a, tuy nhiên người nhân viên thực hiện đã viết nhầm tên cô là Yu-na. Theo các ký tự Hangeul, Yu-na được đánh vần đúng là "유나" chứ không phải là "연아."

## Sự nghiệp

### Khởi đầu
Kim bắt đầu trượt băng từ năm lên 7. Huấn luyện viên của cô ở thời điểm đó, Ryu Jong-Hyeon, rất ấn tượng với tài năng của Kim, đề nghị mẹ cô nên để cô tiếp tục tập luyện, dự đoán rằng Kim sẽ trở thành một vận động viên trượt băng nghệ thuật tầm cỡ quốc tế trong tương lai.
Năm 2002, cô lần đầu tiên tham gia tranh tài trên đấu trường quốc tế tại Triglav Trophy, nơi cô giành huy chương vàng giải dành cho những người mới bắt đầu. Một năm sau, ở tuổi 12, cô giành chức vô địch tại Giải Vô địch Quốc gia Hàn Quốc cấp trưởng thành, trở thành vận động viên trẻ tuổi nhất đạt danh hiệu này. Cô giành chiến thắng trong lần thứ hai tham gia thi tài quốc tế tại Golden Bear of Zagreb, một giải cũng cho những người mới khởi đầu. Cô tiếp tục là vận động viên vô địch Hàn Quốc năm 2004.

### Sự nghiệp ở cấp thiếu niên

#### Mùa giải 2004 – 2005
Mùa giải 2004 – 2005, với tư cách một vận động viên thiếu niên, Kim tham gia tranh tài tại ISU Junior Grand Prix, một giải cấp thiếu niên trong hệ thống giải Grand Prix của ISU. Cô giành huy chương bạc ở Trung Quốc và huy chương vàng tại Hungary. Cô giành một huy chương bạc tại 2005 Junior Grand Prix Final với tổng số điểm 137.75, kém hơn 30.80 điểm so với người đoạt huy chương vàng Asada Mao.
Cô vẫn giữ được danh hiệu Vô địch Quốc gia trong năm thứ ba liên tiếp trước khi tham gia Giải Vô địch Thế giới cấp thiếu niên năm 2005. Tại cuộc thi này, cô một lần nữa giành huy chương bạc, với 158.93 điểm. kém hơn người về nhất 20.31 điểm là Mao Asada.

#### Mùa giải 2005 – 2006
Mùa giải năm 2005 – 2006, Kim không đủ tuổi để tham gia thi tài tại Thế vận hội mùa đông năm 2006, thậm chí khi Hàn Quốc được trao chỗ tại cuộc thi chung kết 2005 Karl Schäfer Memorial.
Thay vào đó, cô tham gia thi đấu tại Junior Grand Prix 2005 – 2006 và giành chiến thắng trong cả hai lần ở Bulgaria và Slovakia. Tại 2006 Junior Grand Prix Final, cô giành chiến thắng với 28.34 hơn người đoạt huy chương bạc Aki Sawada. Trong bài thi tự do, cô thực hiện bảy lần cú nhảy ba vòng, gồm một cú nhảy kết hợp "cú nhảy ba vòng Flip - cú nhảy ba vòng Toe Loop" và một cú nhảy kết hợp "hai vòng Axel - ba vòng Toe Loop".
Kim giành giải vô địch quốc gia thứ tư liên tiếp. Tại Giải Vô địch Thế giới cấp thiếu niên năm 2006, cô một lần nữa đối đầu với Mao Asada và giành huy chương vàng với tổng cộng 177.54 điểm với khoảng cách 24.19 điểm.

### Cấp trưởng thành

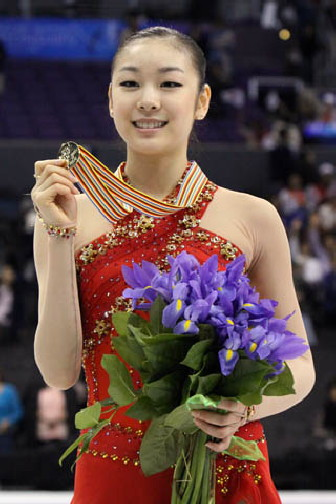
Kim với chiếc huy chương vàng tại Giải vô địch trượt băng nghệ thuật thế giới năm 2009.

#### Mùa giải 2006 – 2007

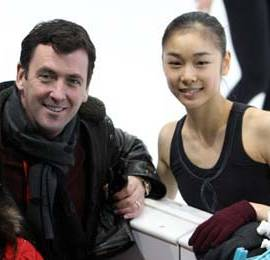
Kim và Brian Orser tại 2007-2008 Grand Prix Final.

Để chuẩn bị cho sự khởi đầu cho cấp trưởng thành trong mùa giải 2006 – 2007, Kim tập thường xuyên tại Toronto Cricket, Skating and Curling Club ở Toronto, Canada trong mùa hè năm 2006. Cô luyện tập dưới sự chỉ đạo của huần luyện viên Brian Orser và biên đạo múa David Wilson.
Kim khởi đầu sự nghiệp ở cấp trưởng thành tại 2006 Skate Canada nơi cô giành một huy chương đồng sau khi đã được xếp hạng nhất ở bài thi ngắn và hạng tư ở bài thi tự do với tổng số điểm 168.48. Cô giành 2006 Trophée Eric Bompard với số điểm 184.54, nhiều hơn 10.10 điểm người giành huy chương bạc Ando Miki. Những kết quả này giúp Kim lần đầu tiên được tham dự Grand Prix Final. Tại 2006 Grand Prix Final ở St. Petersburg, Nga, Kim được xếp hạng ba ở bài thi ngắn với 65.06 điểm và hạng nhất ở bài thi tự do với 119.14 điểm. Cô giành chiến thắng tại Grand Prix Final với 184.20 điểm, hơn 11.68 điểm so với người giành huy chương bạc là Mao Asada.
Kim buộc phải rút lui vì chấn thương tại Giải Vô địch Hàn Quốc năm 2006–2007 và không thể bảo vệ ngôi vô địch. Tháng 1 năm 2007, Kim được chẩn đoán đang ở giai đoạn đầu của chứng thoát vị đĩa đệm lưng (L4~L5).
Kim được lựa chọn để thi tại Giải vô địch trượt băng nghệ thuật thế giới năm 2007 với những màn trình diễn của cô trong mùa giải. Vì việc lựa chọn Choi Ji Eun một năm trước đó, Hàn Quốc chỉ có một chỗ tại Giải Vô địch thế giới. Trong thời gian Giải Vô địch thế giới tại Tokyo, Nhật Bản, Kim giành chiến thắng ở bài thi ngắn với 71.95 điểm, lập kỷ lục điểm bài thi ngắn cao nhất từ khi có Hệ thống Xếp hạng ISU, và vì thế cũng là một kỷ lục thế giới. Cô xếp hạng tư ở bài thi tự do với 114.19 điểm, và kết thúc cuộc thi ở vị trí thứ ba với 186.14 điểm sau Ando Miki và Asada Mao của Nhật. Vị trí của Kim giúp Hàn Quốc có được hai xuất nữ tham gia Giải vô địch trượt băng nghệ thuật thế giới năm 2008. Kim là vận động viên trượt băng nghệ thuật nữ duy nhất với kĩ thuật triple-triple combination của mình được các trọng tài công nhận trong cả bài thi ngắn và tự do mùa giải 2006-2007.
Tháng 3 năm 2007, Brian Orser trở thành huấn luyện viên riêng của cô. Hài lòng với môi trường huấn luyện tại Toronto, Kim quyết định tập luyện thường xuyên tại đây. Sau đó đội huấn luyện viên của cô bao gồm Brian Orser, Astrid Shrubb, David Wilson và Tracy Wilson.

#### Mùa giải 2007–2008
Kim khởi đầu mùa giải 2007–2008 với chiến thắng tại "2007 Cup of China" với tổng số điểm 180.68, nhiều hơn 24.34 điểm người giành huy chương bạc Caroline Zhang. Tại "2007 Cup of Russia", Kim giành chiến thắng ở cả bài thi ngắn với 63.50 điểm và tự do với 133.70 điểm, để về nhất tổng điểm 197.20 điểm, nhiều hơn người về nhì là Yukari Nakano 24.43 điểm, lập một kỷ lục thế giới về số điểm cao nhất bài thi tự do theo Hệ thống Xếp hạng ISU. Cô đã thực hiện một cú nhảy Triple Flip - Triple Toe Loop, một cú Triple Loop, một cú Triple Lutz - Double Toe Loop, một cú Double Axel - Triple Toe Loop, một cú Triple Lutz, một cú Triple Salchow và một cú Double Axel.
Cô đạt đủ điểm để được tham gia vào "2007–2008 Grand Prix of Figure Skating Final" tại Torino, Italia. Cô giành chiến thắng ở bài thi ngắn với 64.62 điểm và xếp hạng nhì ở bài thi tự do với 132.21 điểm. Với tổng số điểm 196.83, Kim lần thứ hai giành chức vô địch Grand Prix Final.
Cô không tham gia 'Giải Vô địch Quốc gia Hàn Quốc năm 2007–2008" và rút lui khỏi "Giải Vô địch Bốn lục địa năm 2008" một tuần trước khi sự kiện này diễn ra vì chấn thương. Với tình trạng đau lưng dai dẳng, cô tham gia thi đấu tại Giải Vô địch Trượt băng Nghệ thuật Thế giới năm 2008. Cô được xếp hạng năm nội dung bài thi ngắn với 59.85 điểm, nhưng đạt điểm cao ở bài thi tự do với 123.38 điểm. Cô tổng cộng giành được 183.23 điểm và là lần thứ hai liên tiếp đoạt Huy chương đồng tại giải Vô địch Thế giới.

#### Mùa giải 2008–2009
Kim được cử tham gia 2008 Skate America và 2008 Cup of China Grand Prix trong mùa giải 2008 – 2009 thuộc hệ thống giải ISU Grand Prix.
Tại 2008 Skate America, Kim đứng đầu ở bài thi ngắn với số điểm 69.50, cách 11.70 điểm so với người thứ hai dù đã mắc một lỗi ở cú nhảy hai vòng Axel. Cô giành danh hiệu vô địch nữ với thắng lợi ở bài thi tự do có điểm số 123.95. Tổng cộng cô giành 193.45 điểm, nhiều hơn 20 điểm so với người đoạt huy chương bạc là Nakano Yukari người Nhật.
Cô tiếp tục thành công tại 2008 Cup of China, với 63.64 điểm ở bài thi ngắn và 128.11 điểm bài thi tự do, đứng đầu chung cuộc. Tổng số điểm của cô là 191.75, cao hơn gần 21 điểm so với người đoạt huy chương bạc là Miki Ando người Nhật. Màn trình diễn của cô giúp cô có được suất tham gia 2008 – 2009 Grand Prix Final.
Tại 2008 – 2009 Grand Prix Final, được tổ chức ở Goyang, Hàn Quốc, cô đứng đầu bài thi ngắn với 65.94 điểm và thứ hai ở bài thi tự do với 120.41 điểm. Với tổng số 186.35 điểm, cô đứng thứ hai kém hơn 2.20 điểm so với Asada Mao của Nhật.
Kim tham gia thi đấu tại Giải vô địch trượt băng nghệ thuật bốn châu lục năm 2009. Bài thi ngắn của cô đã lập kỉ lục thế giới với 72.24 điểm trong cuộc thi với một màn trình diễn hoàn hảo. Cô giành 116.83 điểm ở bài thi tự do, dẫn đầu với tổng số 189.07 điểm và giành huy chương vàng.
Tại Giải vô địch trượt băng nghệ thuật thế giới năm 2009, cô lại lập một kỉ lục thế giới mới với 76.12 điểm trong bài thi ngắn, vượt qua kỉ lục trước đó của mình 4 điểm. Cô đã thực hiện một cú nhảy kết hợp "ba vòng flip - ba vòng Toe Loop", một cú nhảy ba vòng Lutz và một cú Axel hai vòng cùng với những cú xoay level 4. Cô cũng chiến thắng ở bài thi tự do, ghi được 131.59 điểm và cho thấy một khả năng trình diễn tuyệt hảo với tài năng và khả năng thẩm âm của mình. Và đã lập một kỉ lục thế giới mới với tổng số 207.71 điểm, lần đầu tiên giành danh hiệu Vô địch Thế giới và trở thành vận động viên trượt băng nghệ thuật nữ đầu tiên vượt quá 200 điểm theo Hệ thống Xếp hạng ISU. Khoảng cách điểm với người đứng thứ hai, Joannie Rochette, là 16.42. Cô là vận động viên duy nhất giành được 8.00 điểm trong điểm thành phần ở cả bài thi ngắn và tự do. Kim là vận động viên nữ duy nhất có triple-triple combination được các giám khảo công nhận tại cả hai bài thi ngắn và tự do trong mùa giải 2008 – 2009.

#### Mùa giải 2009–2010

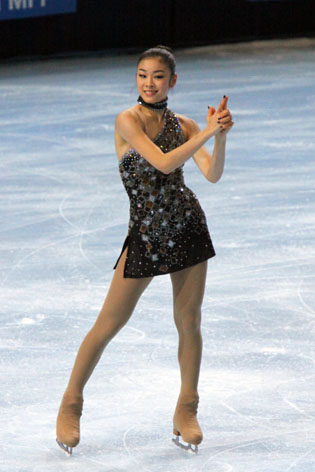
Kim trình diễn nội dung short program tựa đề 007 James Bond Medley tại 2009 Trophée Eric Bompard.

Kim tham gia 2009 Trophée Eric Bompard và 2009 Skate America trong mùa giải 2009–2010 ISU Grand Prix.
Tại Trophée Eric Bompard năm 2009, cô đứng đầu nội dung short program với số điểm 76.08, 16.44 cao hơn Yukari Nakano. Cô thực hiện thành công một triple lutz-triple toe loop combination, tiếp đó là một triple flip và một double axel. Mở màn với một triple lutz-triple toe loop combination và thể hiện trình độ nghệ thuật hoàn hảo, và cô giành số điểm nội dung tự do là 133.95. Cô cũng thực hiện một double axel-double toe loop-double loop, một double axel-triple toe loop, một triple salchow, một triple lutz và một double axel. Cô giành chiến thắng giải này với 210.03 điểm, 36.04 cao hơn người giành huy chương bạc là Mao Asada. Kim lập các kỉ lục thế giới về số điểm nội dung tự do và tổng điểm theo Hệ thống Xếp hạng ISU tại giải này.
Tại Skate America năm 2009, Kim một lần nữa xếp hạng nhất nội dung short program với số điểm 76.28, 17.48 điểm hơn người đứng sau là Rachael Flatt. Cô được nhận +2.20 cấp độ trình diễn cho lutz jump-triple toe loop combination của mình, số điểm cao nhất từng có cho những cú nhảy trong nội dung trượt băng nghệ thuật nữ của ISU. Cô xếp thứ hai ở nội dung tự do với 111.70 điểm vì các lỗi trong các cú nhảy. Dù đó là một trong những điểm số thấp nhất của cô, cô vẫn chiến thắng giải với 187.98 điểm, đánh bại người đoạt huy chương bạc là Rachael Flatt với 13.07 điểm. Tại giải đấu, cô một lần nữa lập một kỷ lục thế giới mới ở nội dung short program theo Hệ thống Xếp hạng ISU.
Các chiến thắng của cô tại cả hai Grand Prix khiến cô được tham gia 2009–2010 Grand Prix Final ở Tokyo, Nhật Bản, tháng 12 năm 2009. Tại giải này, cô đứng thứ hai bài thi ngắn với 65.64 điểm, 0.56 điểm sau Miki Ando. Ngày hôm sau cô chiến thắng ở nội dung tự do với 123.22 điểm. Nhờ thế, Kim lần thứ ba giành danh hiệu vô địch Grand Prix Final với tổng số 188.86 điểm.

#### Thế vận hội Mùa đông năm 2010

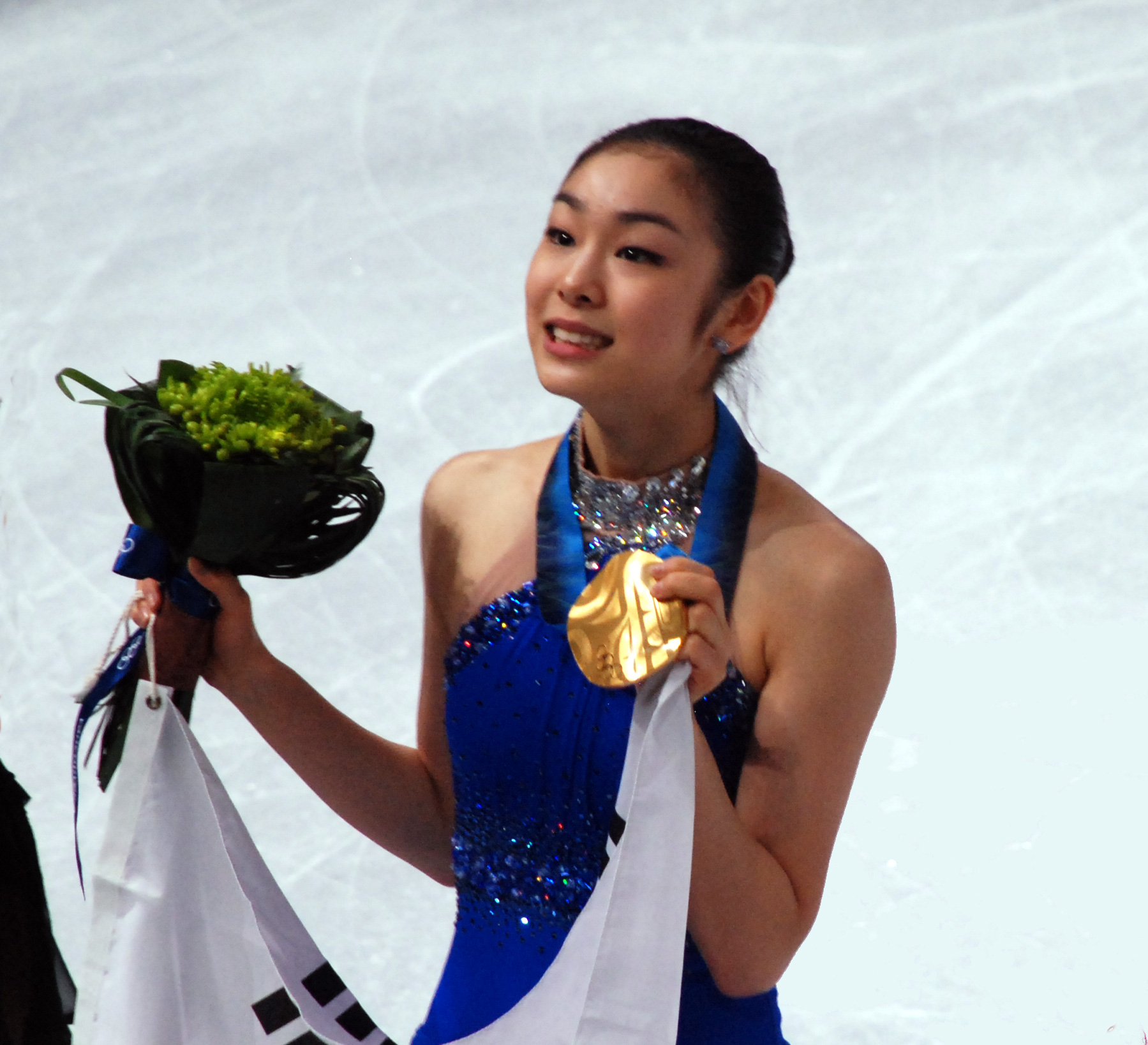
Kim với chiếc huy chương vàng tại Pacific Coliseum, Vancouver, BC, 25 tháng 2 năm 2010.

Kim tham gia nội dung đơn nữ tại Olympic Mùa đông năm 2010, được tổ chức tại Vancouver, British Columbia, Canada.
Trong phần trình diễn bài thi ngắn ngày 23 tháng 2, cô đã thực hiện một cú nhảy kết hợp "ba vòng Lutz - ba vòng Toe Loop", một cú Flip ba vòng và một cú Axel hai vòng. Cú xoay của cô được xếp level 4. Điểm kỹ thuật của cô đạt 44.70, cao nhất tại Thế vận hội. Cô cũng nhận được những điểm rất cao ở điểm thành phần với 33.80 điểm. Vì thế Kim ghi được 78.50 điểm, dẫn đầu với 4.72 điểm, vượt Mao Asada của Nhật Bản và ghi được điểm số cao nhất của mình ở bài thi ngắn. Cô lập một kỷ lục thế giới mới.
Hai ngày sau, cô giành chiến thắng bài thi tự do với 150.06 điểm, nhiều hơn Asada 18.34 điểm là người về thứ hai ở nội dung này. Kim đã đáp đất một cú nhảy kết hợp "ba vòng Lutz - ba vòng Toe Loop, một cú Flip ba vòng, một cú nhảy kết hợp "hai vòng Axel - hai vòng Toe Loop - hai vòng Loop", một double Axel-triple Toe Loop combination, một Triple Salchow, một triple Lutz và một double axel. Cộng với vẻ duyên dáng và khả năng thể hiện âm nhạc của mình, cả điểm kỹ thuật và điểm trình diễn của cô, 78.30 và 71.76 đều là cao nhất trong đêm đó. Cô là người duy nhất đạt được các điểm 9 cho program components. Cô lập một kỷ lục thế giới mới ở nội dung tự do theo Hệ thống Xếp hạng ISU. Tổng cộng, Kim ghi được 228.56 điểm, vượt qua kỷ lục tốt nhất trước đó của mình và cũng là kỷ lục thế giới cũ 18 điểm. Cô giành huy chương vàng và trở thành vận động viên trượt băng nghệ thuật đầu tiên của Hàn Quốc đạt huy chương ở Olympic.

#### Mùa 2013–2014
Kim dự giải 2013 Golden Spin of Zagreb tại Zagreb, Kroatia từ 5–8 tháng 12 năm 2013. Cô đứng đầu short program với điểm 73.37 và cũng thắng luôn free program với 131.12 điểm, mặc dù đã té khi nhảy triple lutz. Cô đoạt được huy chương vàng với 204.02 điểm, hơn Miki Ando của Nhật Bản 27.67 điểm.

Vào tháng hai 2014, Kim thi tại giải đơn nữ ở thế vân hội mùa Đông 2014, chỉ đoạt được huy chương bạc, mặc dù đã dẫn đầu ở short program. Kim sau đó nói, như nhiều người đã tiên đoán trước, là sẽ không tiếp tục thi đấu nữa. Không chỉ những người ái mộ cô không đồng ý với kết quả này. Katherina Witt, người 2 lần đoạt giải này tại thế vân hội 1984 và 1988 cho Đông Đức, và 4 lần vô địch thế giới, bình luận gia cho đài truyền hình ARD Đức, rất khó chịu, nói kết quả này làm cho môn thể thao này mang tiếng. Cùng ý kiến này có cả vô địch năm 1996 Todd Eldredge, Kurt Browning 4 lần vô địch thế giới, cũng như các báo chí quốc tế như tờ báo thể thao Pháp "L'Équipe", hay Ý "Corriere dello Sport".,

## Các kĩ thuật trượt băng

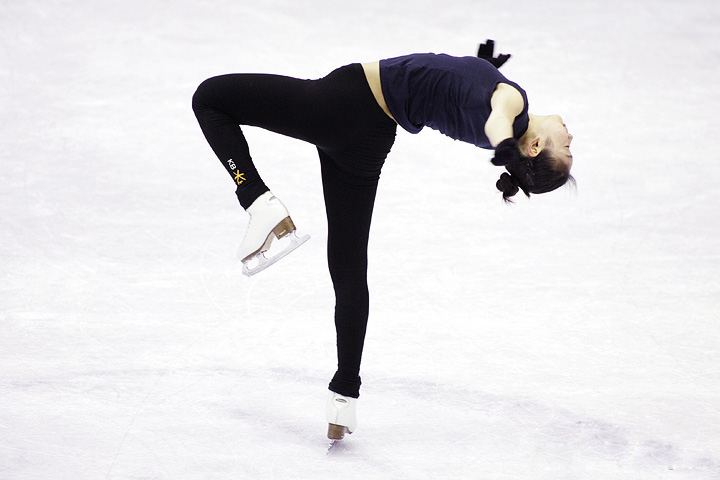
Kim thực hiện "Yu-Na Spin" của mình tại buổi tập cho giải 2008-2009 Grand Prix Final.

Kim lần đầu tiên thực hiện nhảy xoay ba vòng năm 10 tuổi, lên 12 tuổi cô đã thực hiện được năm cú nhảy ba vòng trong bài trình diễn của mình. Năm 14 tuổi, cô lần đầu tiên thực hiện cú nhảy kết hợp triple-triple tại Giải Vô địch Thế giới cấp thiếu niên năm 2005.
Kim đã thực hiện ba cú nhảy kết hợp triple-triple khác nhau trong các giải đấu: một triple lutz-triple toe loop, một triple flip-triple toe loop, và một triple toe loop-triple toe loop. Cô cũng có thể thực hiện một cú nhảy kết hợp triple lutz-double toe loop-double loop. Cô đã nhận được +2.20 mức thực hiện cho các cú nhảy, và cũng nhận được mức thực hiện +2.00 cho spiral sequence của mình, và cho các cú xoay của cô.
Một trong những cách di chuyển đặc trưng của Kim là bent-leg layover camel spin, thường được gọi là "vòng xoay Yu-Na". Một đặc trưng khác là layback ina bauer mà cô dẫn trực tiếp vào một cú nhảy double axel, tới một cú nhảy kết hợp double axel-triple toe loop hay tới một cú nhảy kết hợp double axel-double toe loop-double loop.
Kim nổi tiếng vì kỹ thuật hoàn hảo, các cú nhảy cao, di chuyển trên khoảng cách rộng, tốc độ, trình độ nghệ thuật, phong cách âm nhạc, sự duyên dáng, và khả năng thẩm âm, và với những cú nhảy xa vì tốc độ bật cao của cô.

## Người của công chúng

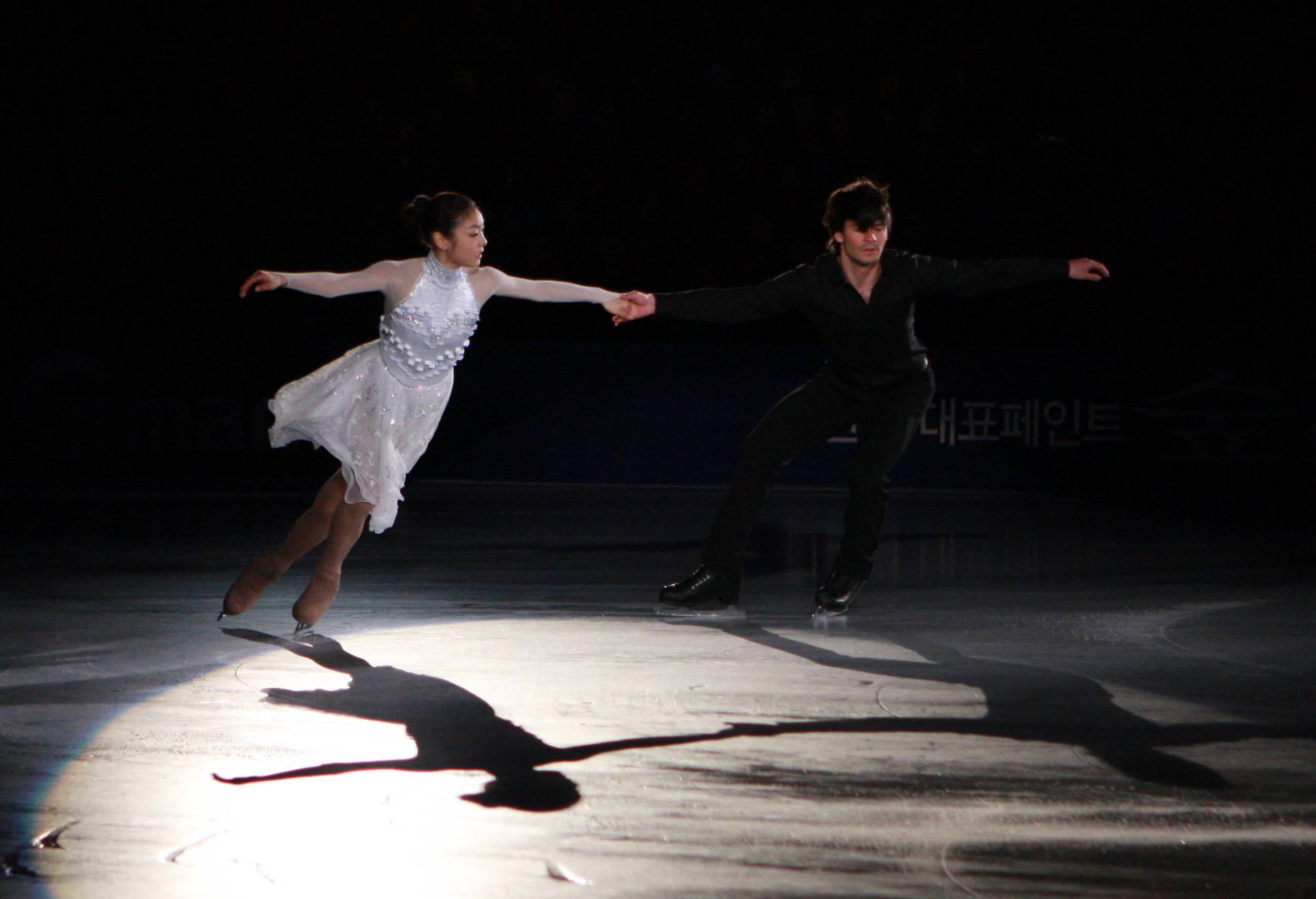
Kim và Stéphane Lambiel tại Festa On Ice năm 2009.

Các nhà tài trợ chính thức của Kim là Nike, Kookmin Bank, Samsung và Hyundai Motor Company.
Âm nhạc trượt băng và các bản nhạc ưa thích khác của cô đã được sưu tập trong album Yuna Kim ~ Fairy On ICE ~ Skating Music (Universal Music Korea, 2008). Cô là ngôi sao biểu diễn của Festa On Ice năm 2008 và 2009, nơi xuất hiện của những vận động viên trượt băng nghệ thuật hàng đầu thế giới. IB Sports, cơ quan thông tấn của Kim, sản xuất màn trình diễn trên băng. IB Sports sản xuất một màn trình diễn trên băng khác, Ice All Stars 2009, diễn ra tại Seoul ngày 14–16 tháng 8 năm 2009. Michelle Kwan, thần tượng của Kim, cũng tham gia sự kiện.
Kim cũng được chỉ định làm thiện chí cho Năm Du lịch Hàn Quốc 2010–2012.
Kim đã xuất hiện trên nhiều chương trình thương mại ở Hàn Quốc. Cô đã ký một số hợp đồng thương mại và cũng hát trên một số chương trình TV đặc biệt. Việc cô tham gia quảng cáo cho máy tính cảm ứng Haptic technology mới của Samsung, được gọi là Yuna's Haptic (SPH-W7700), bắt đầu ở Hàn Quốc ngày 24 tháng 5 năm 2009. Trong lĩnh vực thương mại, cô đóng vai trò là một ca sĩ nhạc rock, một thiếu nữ tuổi teen, và một tác giả giới thiệu nhiều tính năng của chiếc điện thoại. Samsung Electronics đã bán hơn một triệu chiếc điện thoại trong thời gian kỉ lục là bảy tháng.

## Đời tư và giáo dục
Kim theo học ở Trường trung học Dojang, mặc dù cô đã ngừng theo học sau khi gia nhập đội tuyển quốc gia, và sau đó là Trường trung học Suri ở Gunpo. Cô tốt nghiệp Đại học Hàn Quốc (KU) vào năm 2013 với bằng Giáo dục thể chất. Ban đầu, cô bị thu hút bởi Đại học Hàn Quốc vì muốn theo học tại một trường đại học có thể hiểu và đáp ứng nhu cầu của cô với tư cách là một vận động viên, bao gồm việc nghỉ một năm để thi đấu tại Thế vận hội và vì cơ sở vật chất thể thao của trường, trong đó có sân trượt băng.
Kim cùng với mẹ cô gia nhập Công giáo La Mã vào năm 2008 sau khi họ tiếp xúc với các nữ tu địa phương và các tổ chức Công giáo thông qua bác sĩ điều trị của cô tại một phòng khám thể thao ở Seoul, một người Công giáo sùng đạo đang điều trị chấn thương đầu gối cho cô. Tên xác nhận của cô là Stella từ  Stella Maris trong tiếng Latin, có nghĩa là Đức Mẹ Sao Biển, một danh hiệu cổ của Đức Trinh Nữ Maria Vào năm 2014, National Catholic Register đã gọi cô là "một tấm gương về cách sống đức tin một cách công khai". và báo cáo rằng cô sẽ cầu nguyện khi ở trên sân băng tại Thế vận hội mùa đông 2010 ở Vancouver và các cuộc thi khác, khi cô làm Dấu Thánh Giá và khi cô cúi đầu trước khi thi đấu. Năm 2010, cô tham gia cùng với các giám mục Hàn Quốc trong một chiến dịch quốc gia nhằm giải thích cho công chúng, cô đeo nhẫn Kinh Mân Côi mà nhiều người hâm mộ nhầm tưởng đó là nhẫn đính hôn. Cô cũng quyên góp từ thiện và làm tình nguyện viên tại các bệnh viện, trường đại học và tổ chức Công giáo.
Đến năm 2020, Kim "giấu kín" chuyện đời tư của mình, hiếm khi đăng bài trên Instagram và không đăng bài nào trên Twitter kể từ năm 2018. Vào ngày 25 tháng 7 năm 2022, có thông tin xác nhận rằng Kim sẽ kết hôn với ca sĩ Ko Woo-rim của nhóm nhạc Forestella, người mà cô đã yêu nhau được ba năm. Họ đã gặp nhau tại chương trình All That Skate năm 2018, nơi Forestella biểu diễn. Họ kết hôn trong một buổi lễ riêng tư vào ngày 22 tháng 10 năm 2022, tại Hotel Shilla ở Seoul.

## Các bài trình diễn
| Mùa giải  | Bài thi ngắn | Bài thi tự do | Biểu diễn thưởng lãm |
| --------- | --- | --- | --- |

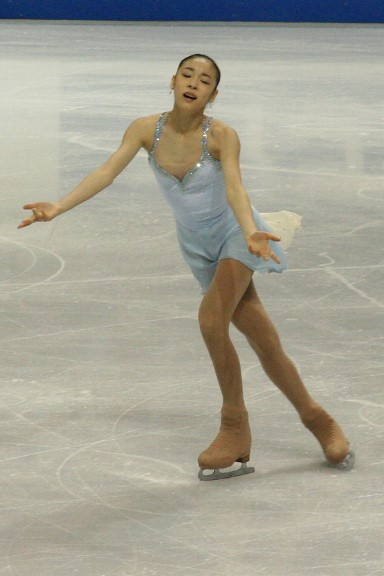
Kim đang thực hiện bài trình diễn nội dung tự do The Lark Ascending tại 2006 Skate Canada.

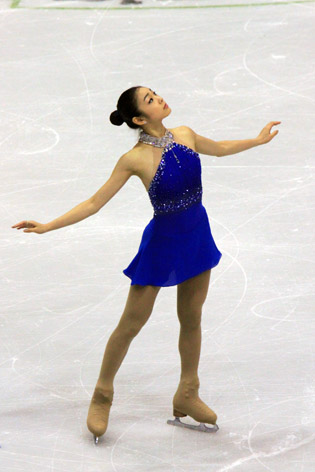
Kim thực hiện nội dung tự do Piano Concerto in F tại 2009 Skate America.

| 2013–2014 | - Send in the Clowns (từ A Little Night Music) Sáng tác: Stephen Sondheim Biên đạo: David Wilson                         | - Adiós Nonino Sáng tác: Astor Piazzolla Biên đạo: David Wilson                                                                    | - Nessun Dorma (từ vở opera Turandot) Sáng tác: Giacomo Puccini Biên đạo: David Wilson - Imagine sáng tác John Lennon Thể hiện: Avril Lavigne Biên đạo: David Wilson                                                     |
| 2012–2013 | - The Kiss of the Vampire Sáng tác: James Bernard Biên đạo: David Wilson                                                 | - Les Misérables Sáng tác: Claude-Michel Schönberg Biên đạo: David Wilson                                                          | - El Tango de Roxanne (từ Moulin Rouge!) Sáng tác: Sting, Mariano Mores - Someone Like You Sáng tác: Adele Biên đạo: David Wilson - All of Me Sáng tác: Michael Bublé Biên đạo: David Wilson                             |
| 2011–2012 | Không thi đấu vào mùa giải này                                                                                           | Không thi đấu vào mùa giải này | - Fever Thể hiện: Beyoncé Biên đạo: David Wilson |
| 2010–2011 | - Giselle Sáng tác: Adolphe Adam Biên đạo: David Wilson                                                                  | - Homage to Korea Biên đạo: David Wilson                                                                                           | - Bulletproof Sáng tác: La Roux Biên đạo: David Wilson |
| 2009–2010 | 007 James Bond Medley Sáng tác: Monty Norman, John Barry và David Arnold Biên đạo: David Wilson                          | Piano Concerto in F Sáng tác: George Gershwin Biên đạo: David Wilson                                                               | Méditation (từ vở opera Thaïs) Sáng tác: Jules Massenet Biên đạo: David Wilson Don't Stop the Music Sáng tác: Rihanna Biên đạo: Sandra Bezic                                                                             |
| 2008–2009 | Danse macabre Sáng tác: Camille Saint-Saëns Thể hiện: Gil Shaham Biên đạo: David Wilson                                  | Scheherazade Sáng tác: Nikolai Rimsky-Korsakov Biên đạo: David Wilson                                                              | Gold (từ Camille Claudel) Sáng tác: Linda Eder Biên đạo: David Wilson Only Hope từ A Walk to Remember Sáng tác: Mandy Moore Biên đạo: David Wilson                                                                       |
| 2007–2008 | Die Fledermaus Sáng tác: Johann Strauss II Biên đạo: David Wilson                                                        | Miss Saigon Sáng tác: Claude-Michel Schönberg Biên đạo: David Wilson                                                               | Only Hope (từ A Walk to Remember) Sáng tác: Mandy Moore Biên đạo: David Wilson Once Upon a Dream) (từ Jekyll and Hyde) Sáng tác: Linda Eder Biên đạo: David Wilson Just a Girl Sáng tác: No Doubt Biên đạo: David Wilson |
| 2006–2007 | El Tango de Roxanne (từ Moulin Rouge!) Sáng tác: Mariano Mores Despertar Sáng tác: Ástor Piazzolla Biên đạo: Tom Dickson | The Lark Ascending Sáng tác: Ralph Vaughan Williams Biên đạo: David Wilson                                                         | Reflection (từ Hoa Mộc Lan) Sáng tác: Christina Aguilera Biên đạo: Brian Orser |
| 2005–2006 | El Tango de Roxanne (từ Moulin Rouge!) Sáng tác: Mariano Mores Despertar Sáng tác: Ástor Piazzolla Biên đạo: Tom Dickson | Papa, Can You Hear Me? (từ Yentl) Sáng tác: Michel Legrand trình diễn bởi Itzhak Perlman Biên đạo: Jeffrey Buttle và Jadene Fullen | One Day I'll Fly Away (từ Moulin Rouge!) Sáng tác: Nicole Kidman Biên đạo: Kim Yu-Na và Kim Se-Yeol |
| 2004–2005 | Snowstorm Sáng tác: Georgi Sviridov Biên đạo: Catarina Lindgren                                                          | Papa, Can You Hear Me? (từ Yentl) Sáng tác: Michel Legrand trình diễn bởi Itzhak Perlman Biên đạo: Jeffrey Buttle và Jadene Fullen | Ben Sáng tác: Michael Jackson Biên đạo: Kim Yu-Na và Chi Hyun-Jung |
| 2003–2004 | Snowstorm Sáng tác: Georgi Sviridov Biên đạo: Catarina Lindgren                                                          | Carmen Sáng tác: Georges Bizet Biên đạo: Catarina Lindgren                                                                         | |
| 2002–2003 | Can-can Sáng tác: Jacques Offenbach Biên đạo: Catarina Lindgren                                                          | Carmen Sáng tác: Georges Bizet Biên đạo: Catarina Lindgren                                                                         | |
| 2001–2002 | Can-can Sáng tác: Jacques Offenbach Biên đạo: Catarina Lindgren                                                          | The Carnival of the Animals Sáng tác: Camille Saint-Saëns Biên đạo: Garnet                                                         | |

## Các điểm nhấn sự nghiệp

### Các kết quả thi đấu ở cấp trưởng thành

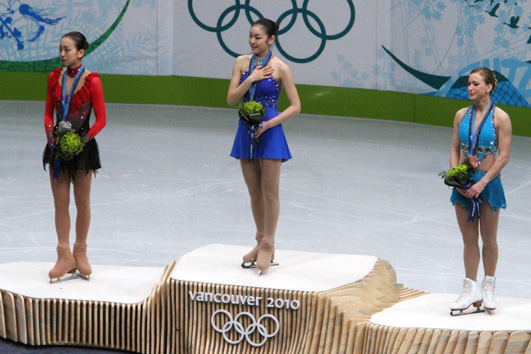
Kim (giữa) trên bục nhận giải thưởng tại Olympic mùa đông năm 2010.

| Giải                       | 2006–07 | 2007–08 | 2008–09 | 2009–10 | 2010–11 | 2012–13 | 2013–14 |
| -------------------------- | ------- | ------- | ------- | ------- | ------- | ------- | ------- |
| Olympic mùa đông           |         |         |         | 1       |         |         | 2       |
| Giải vô địch thế giới      | 3       | 3       | 1       | 2       | 2       | 1       |         |
| Giải vô địch bốn châu lục  |         |         | 1       |         |         |         |         |
| Giải vô địch Hàn Quốc      |         |         |         |         |         | 1       | 1       |
| Grand Prix Final           | 1       | 1       | 2       | 1       |         |         |         |
| Skate America              |         |         | 1       | 1       |         |         |         |
| Trophée Eric Bompard       | 1       |         |         | 1       |         |         |         |
| Cup of China               |         | 1       | 1       |         |         |         |         |
| Cup of Russia              |         | 1       |         |         |         |         |         |
| Skate Canada International | 3       |         |         |         |         |         |         |
| Golden Spin, Zagreb        |         |         |         |         |         |         | 1       |
| NRW Trophy                 |         |         |         |         |         | 1       |         |

### Cấp thiếu niên
| Giải                                 | 2001–02 | 2002–03 | 2003–04 | 2004–05 | 2005–06 |
| ------------------------------------ | ------- | ------- | ------- | ------- | ------- |
| Giải Vô địch Thế giới cấp thiếu niên |         |         |         | 2       | 1       |
| Giải vô địch Hàn Quốc                | 1 J.    | 1       | 1       | 1       | 1       |
| Junior Grand Prix                    |         |         |         | 2       | 1       |
| Junior Grand Prix, Bulgaria          |         |         |         |         | 1       |
| Junior Grand Prix, Slovakia          |         |         |         |         | 1       |
| Junior Grand Prix, Hungary           |         |         |         | 1       |         |
| Junior Grand Prix, China             |         |         |         | 2       |         |
| Golden Bear, Zagreb                  |         |         | 1 N.    |         |         |
| Triglav Trophy                       | 1 N.    |         |         |         |         |

- N = Mới tham gia
- J = Thiếu niên

## Kết quả chi tiết

### Cấp trưởng thành
| Mùa giải 2013–2014              |                                     |         |          |          |
| Ngày                            | Sự kiện                             | SP      | FS       | Tổng     |
| 6–22 Tháng 2 2014               | Thế vận hội Mùa đông 2014           | 1 74.92 | 2 144.19 | 2 219.11 |
| 1–5 Tháng 1 2014                | Giải Vô địch Quốc gia Hàn Quốc 2014 | 1 80.60 | 1 147.26 | 1 227.86 |
| 5–8 Tháng 12 2013               | Golden Spin of Zagreb 2013          | 1 73.37 | 1 131.12 | 1 204.49 |
| Mùa giải 2012–2013              |                                     |         |          |          |
| Ngày                            | Sự kiện                             | SP      | FS       | Tổng     |
| 10–17 tháng 3 năm 2013          | Giải Vô địch Thế giới 2013          | 1 69.97 | 1 148.34 | 1 218.31 |
| 2–6 Tháng 1 năm 2013            | Giải Vô địch Quốc gia Hàn Quốc 2013 | 1 64.97 | 1 145.80 | 1 210.77 |
| 5–9 Tháng 12 năm 2012           | 2012 NRW Trophy 2012                | 1 72.27 | 1 129.34 | 1 201.61 |
| Mùa giải 2010–2011              |                                     |         |          |          |
| Ngày                            | Sự kiện                             | SP      | FS       | Tổng     |
| 24 tháng 4 – 1 tháng 5 năm 2011 | Giải Vô địch Thế giới 2011          | 1 65.91 | 2 128.59 | 2 194.50 |
| Mùa giải 2009–2010              |                                     |         |          |          |
| Ngày                            | Sự kiện                             | SP      | FS       | Tổng     |
| 22 – 28 tháng 3 năm 2010        | Giải Vô địch Thế giới 2010          | 7 60.30 | 1 130.49 | 2 190.79 |
| 14 – 27 tháng 2 năm 2010        | Thế vận hội Mùa đông 2010           | 1 78.50 | 1 150.06 | 1 228.56 |
| 3 – 6 tháng 12 năm 2009         | Grand Prix Final 2009-2010          | 2 65.64 | 1 123.22 | 1 188.86 |
| 12 – 15 tháng 11 năm 2009       | Skate America 2009                  | 1 76.28 | 2 111.70 | 1 187.98 |
| 15 – 18 tháng 10 năm 2009       | Trophée Eric Bompard 2009           | 1 76.08 | 1 133.95 | 1 210.03 |
| Mùa giải 2008–2009              |                                     |         |          |          |
| Ngày                            | Sự kiện                             | SP      | FS       | Tổng     |
| 23 – 29 tháng 3 năm 2009        | Giải Vô địch Thế giới 2009          | 1 76.12 | 1 131.59 | 1 207.71 |
| 2 – 8 tháng 2 năm 2009          | Giải Vô địch Bốn Châu lục 2009      | 1 72.24 | 3 116.83 | 1 189.07 |
| 10 – 14 tháng 12 năm 2008       | Grand Prix Final 2008-2009          | 1 65.94 | 2 120.41 | 2 186.35 |
| 6 – 9 tháng 11 năm 2008         | Cup of China 2008                   | 1 63.64 | 1 128.11 | 1 191.75 |
| 23 – 26 tháng 10 năm 2008       | Skate America 2008                  | 1 69.50 | 1 123.95 | 1 193.45 |
| Mùa giải 2007–2008              |                                     |         |          |          |
| Ngày                            | Sự kiện                             | SP      | FS       | Tổng     |
| 17 – 23 tháng 3 năm 2008        | Giải vô địch Thế giới ISU 2008      | 5 59.85 | 1 123.38 | 3 183.23 |
| 13 – 16 tháng 12 năm 2007       | Grand Prix Final 2007-2008          | 1 64.62 | 2 132.21 | 1 196.83 |
| 22 – 25 tháng 11 năm 2007       | Cup of Russia 2007                  | 1 63.50 | 1 133.70 | 1 197.20 |
| 8 – 11 tháng 11 năm 2007        | Cup of China 2007                   | 3 58.32 | 1 122.36 | 1 180.68 |
| Mùa giải 2006–2007              |                                     |         |          |          |
| Ngày                            | Sự kiện                             | SP      | FS       | Tổng     |
| 19 – 25 tháng 3 năm 2007        | Giải Vô địch Thế giới 2007          | 1 71.95 | 4 114.19 | 3 186.14 |
| 14 – 17 tháng 12 năm 2006       | Grand Prix Final 2006-2007          | 3 65.06 | 1 119.14 | 1 184.20 |
| 16 – 19 tháng 11 năm 2006       | Trophée Eric Bompard 2006           | 1 65.22 | 1 119.32 | 1 184.54 |
| 2 – 5 tháng 11 năm 2006         | Skate Canada 2006                   | 1 62.68 | 4 105.80 | 3 168.48 |

- SP = Bài thi ngắn; FS = Bài thi tự do
- Các kỷ lục cá nhân in đậm

### Cấp thiếu niên và cấp thiếu nhi
| Mùa giải 2005–2006                |                                           |              |          |         |          |          |
| Ngày                              | Sự kiện                                   | Cấp độ       | QR       | SP      | FS       | Tổng     |
| 6 – 12 tháng 3 năm 2006           | Giải Vô địch Thế giới cấp thiếu niên 2006 | Thiếu niên   | 1 107.52 | 1 60.86 | 1 116.68 | 1 177.54 |
| 5 – 8 tháng 1 năm 2006            | Giải Vô địch Quốc gia Hàn Quốc 2006       | Trưởng thành | -        | 1 61.44 | 1 104.08 | 1 165.52 |
| 24 – 27 tháng 11 năm 2005         | Grand Prix Final cấp thiếu niên 2005-2006 | Thiếu niên   | -        | 1 57.51 | 1 116.61 | 1 174.12 |
| 29 tháng 9 - 2 tháng 10 anưm 2005 | JGP Bulgaria 2005                         | Thiếu niên   | -        | 1 53.45 | 1 99.98  | 1 153.43 |
| 1 – 4 tháng 9 năm 2005            | JGP Slovakia 2005                         | Thiếu niên   | -        | 1 58.63 | 1 110.20 | 1 168.83 |
| Mùa giải 2004–2005                |                                           |              |          |         |          |          |
| Ngày                              | Sự kiện                                   | Cấp độ       | QR       | SP      | FS       | Tổng     |
| 28 tháng 2 - 6 tháng 3 năm 2005   | Giải Vô địch Thế giới cấp thiếu niên 2005 | Thiếu niên   | 1 102.98 | 6 48.67 | 2 110.26 | 2 158.93 |
| 1 – 4 tháng 1 năm 2005            | Giải Vô địch Quốc gia Hàn Quốc 2005       | Trưởng thành | -        | 1       | 1        | 1 1.5    |
| 2 – 5 tháng 12 năm 2004           | Grand Prix Final cấp thiếu niên 2004-2005 | Thiếu niên   | -        | 2 51.27 | 3 86.48  | 2 137.75 |
| 16–19 tháng 9 năm 2004            | JGP Hungary 2004                          | Thiếu niên   | -        | 1 47.23 | 1 101.32 | 1 148.55 |
| 1 – 5 tháng 9 năm 2004            | JGP China 2004                            | Thiếu niên   | -        | 4 38.87 | 1 92.35  | 2 131.22 |
| Mùa giải 2003–2004                |                                           |              |          |         |          |          |
| Ngày                              | Sự kiện                                   | Cấp độ       | QR       | SP      | FS       | Tổng     |
| 2 – 5 tháng 2 năm 2004            | Giải Vô địch Quốc gia Hàn Quốc 2004       | Trưởng thành | -        | 1       | 1        | 1 1.5    |
| Mùa giải 2002–2003                |                                           |              |          |         |          |          |
| Ngày                              | Sự kiện                                   | Cấp độ       | QR       | SP      | FS       | Tổng     |
| 8 – 11 tháng 3 năm 2003           | Giải Vô địch Quốc gia Hàn Quốc 2003       | Trưởng thành | -        | 1       | 1        | 1 1.5    |

- QR = Vòng xếp hạng; SP = Bài thi ngắn; FS = Bài thi tự do